# Славский Введенский монастырь
Славский Введенский монастырь (рум. Mânăstirea Vedeniea) — женский старообрядческий монастырь Славской епархии Русской православной старообрядческой церкви в Румынии в селе Слава-Русэ в Румынии.

## История
Монастырь был основан в XVIII веке. Большой храм монастыря освящён в честь праздника Введения в церковь Пресвятой Богородицы, малый — в честь Казанского образа Пресвятой Богородицы.
В 1930-е, после того, как женский старообрядческий монастырь в Бессарабии был разрушен, игуменья Алла, спасая Святое Евангелие, переплыла Днестр и нашла пристанище в Славском монастыре, где в то время проживало около ста инокинь. Позднее игуменья Алла стала настоятельницей Славского монастыря, а спасенное Евангелие до настоящего времени находится на престоле Славской обители.
С 8 августа 1945 года обитель возглавляла схиигуменья Анатолия (в миру — Анна Иванова), скончавшаяся 29 сентября 2012 года.
В 1990-е годы в Введенском храме около был проведён полный ремонт и укрепление фундамента, так как до этого фундамента, практически, не было — храм стоял на камнях.
24 ноября 2014 года ряд строений монастыря пострадали от сильного пожара.
В 2012 году игуменьей монастыря была избрана монахиня Таисия.